# Білоруська партія соціалістів-федералістів
Білоруська партія соціалістів-федералістів (БПС-Ф) — білоруська політична партія в 1918–1921.
Сформувалася в липні 1918 року в результаті розпаду Білоруської соціалістичної громади. Об'єднувала близько 2 тис. представників білоруської інтелігенції, заможного селянства, службовців. До складу ЦК БПС-Ф входили А. Овсянник, Й. Воронко, Костянтин Єзовітов, В. І. Захарко, П. А. Кричевський, Я. Середа, О. Цвікевич та ін. Друкований орган — газета «Батьківщина». Основне ядро партії становили центристські елементи БСГ. Займала центристські позиції. На початку 1919 «Батьківщина» писала, що «нинішня партія БПС-Ф відрізняється тим від інших партій, що проводить політику і будує реальну роботу таким чином, щоби боротьба за національне не заважала досягненням соціальним і щоб цілі соціальні не заважали справам національних». У білоруському політичному русі БПС-Ф перебувала як би в центрі, на периферії справа була Білоруська соціал-демократична партія (БСДП), ліворуч — Білоруський партія соціалістів-революціонерів (БПС-Р, партія білоруських есерів). БПС-Ф наполегливо прагнула звести ці 2 крайні фланги білоруського політичного руху на загальний ґрунт одночасного вирішення соціальних і національних проблем. Однак в умовах громадянської війни, коли класові суперечності вкрай загострилися, БПС-Ф не вдалося впровадити центризм у практику політичної боротьби. Наприкінці 1919 вона і сама приєднався до лівого курсу партії білоруських есерів, які робили ставку на «третій шлях» в революції. Сенс його полягав у боротьбі за незалежність білоруської державності.
В економічній сфері БПС-Ф зайняла позицію соціал-демократів і заявила, що в основу свого світогляду і тактики вона ставить інтереси і прагнення трудящих мас. При цьому вона відмежовувалася від класового підходу — революційного насильства, політичних репресій та ін. У серпні 1918 ЦК БПС-Ф затвердив «політичну платформу», яка стала по суті першим програмним документом партії. У соціально-економічній сфері програмні вимоги зводилися до звільнення Білорусі від великих землевласників шляхом конфіскації їх володінь і створення на цій основі «білоруського національного земельного фонду», до підняття на належну висоту промислового виробництва і поступового його переході в руки білоруського трудового народу.
У національному питанні БПС-Ф підтримувала проголошення 25 березня 1918 незалежності Білоруської Народної Республіки. Однак політична лінія партії не збігалося в національному питанні з прагненнями правого крила білоруського політичного руху. Велика частина членів ЦК БПС-Ф не підтримувала німецьку орієнтацію Ради і разом з есерівською фракцією намагалася змінити її політичний курс. У своїй програмній заяві БПС-Ф відмовилася від введення в абсолют права націй на самовизначення і НЕ абсолютизували незалежність БНР. У 1918 в її програмних документах проводилася думка про необхідність реалізації концепції федералізму, прийнятої Всебілоруським з'їздом 1917 в Мінську. Але оголошені з'їздом положення в області національно-державного будівництва були підмінені ЦК БПС-Ф абстрактною ідеєю «федерації з сусідами». На думку лідера партії Цвікевича, акція 25 березня 1918 року, проголосила незалежність БНР від Радянської Росії, була спробою «відмежуватися від Великоросії та її нерозумного уряду, оголосити себе самостійною державою і тим самим врятувати майбутнє єдиного білоруського народу».
У перших програмних документах ЦК БПС-Ф схилявся до реформістського шляху будівництва нового суспільства. За змістом своєї діяльності партія відображала національно-демократичні устремління білоруської інтелігенції, яка в тій чи іншій мірі була пов'язана з селянством. Як націонал-демократична партія БПС-Ф прагнула насамперед реалізувати завдання демократичного характеру. На першому місці в її діяльності стояли національне та аграрне питання. БПС-Ф перебувала в опозиції до більшовиків і не підтримувала їх тактику революційного тиску в умовах німецької окупації. Вона формувалася як партія парламентського типу і тому з моменту виникнення концентрувала свою діяльність головним чином в Раді БНР (створена в березні 1918), яка намагалася організуватися на зразок парламенту. Її фракція змушена була часто блокуватися з лівим крилом Ради — білоруськими есерами, які вимагали від останньої відмови від німецької орієнтації. Проте керівництво БПС-Ф не виявило послідовності в цьому ключовому питанні і до осені 1918 підтримувала різні форми співпраці Ради з німецькою окупаційною адміністрацією. Один з лідерів БПС-Ф Воронко, який був головою Народного секретаріату БНР, підписав 12 червня 1918 декрет, де всі декрети більшовицької влади визнавалися для Білорусі недійсними. У цьому документі підкреслювалося також, що «надалі до встановлення законів Білоруської Народної Республіки всім організаціям і урядовим установам користуватися законами тимчасового колишнього уряду (Керенського) і здійснювати свої акти ім'ям тимчасового білоруського уряду». В результаті об'єктивних причин БПС-Ф не сформувався в партію парламентського типу, не стала в повному розумінні і соціал-демократичною партією. У Білорусі для розвитку соціал-демократії не було необхідної соціальної бази, в першу чергу розвиненого середнього міського класу, робочої аристократії. Восени 1918 під час відходу німецьких військ з території Білорусі БПС-Ф в коаліції з білоруськими есерами оголосила гасло боротьби проти двох окупантів — Німеччини і Радянської Росії.
У спільній з есерами декларації ЦК БПС-Ф заявив, що партія буде домагатися незалежності БНР, спираючись на «власні сили білоруського трудового народу». БПС-Ф, як і інші білоруські націонал-демократичні партії, які вважали себе прихильниками «третьої сили», намагалася домовитися з німецькою окупаційною адміністрацією про передачу «законним» шляхом влади в Білорусі Раді БНР, діяльність якої наприкінці 1918 була перенесена до Гродно. Після невдалих переговорів з німецькою адміністрацією ЦК БПС-Ф спробував таємно домовитися про спільні дії з регентською радою Королівства Польського, створеним під егідою німецького уряду. Однак в розрахунки регентської ради не входило відродження польської держави в кордонах Речі Посполитої 1772, куди б увійшли всі білоруські землі. ЦК БПС-Ф засудив ці наміри польського керівництва. Лідери БПС-Ф відмовилися від співпраці і з більшовиками. ЦК БПС-Ф, залишаючись прихильником ідеї БНР, не визнав і оголошеної більшовиками 1 січня 1919 Радянської Соціалістичної Республіки Білорусь (ССРБ). Керівництво партії заявило, що ССРБ не може бути в достатній мірі незалежною і тому в юридичному сенсі не є державою в загальноприйнятому значенні.
В умовах гострого політичного протистояння з більшовиками БПС-Ф на своєму з'їзді в Гродно 5 січня 1919 прийняла програму, в якій була підтверджена прихильність соціалістичної орієнтації. Програма визначала партію соціалістів-федералістів як «партію білоруську й соціалістичну». Цим підкреслювалося її національна приналежність і кінцева мета діяльності. Вихідною концепцією програми стало визнання несправедливості капіталістичного ладу, і тому вона у справах економічних мала на меті вести «боротьбу проти будь-якої експлуатації, від кого б вона не виходила — від людини, суспільства або держави». Закликаючи до звільнення від придушення всіх жителів Білорусі, БПС-Ф одночасно заявляла, що вона — «партія соціалістична, тому що в основу свого світогляду і своєї тактичної роботи кладе інтереси і потреби робочих мас». У програмі було визнано, що тільки новий соціальний лад — соціалістичний, до якого прагнуть робочі, може передати у власність народу всю землю з її багатством, фабрики, заводи, всі засоби виробництва. У програмі зазначалося, що БПС-Ф не відмовляється від традицій БСГ, бере свій початок з тієї течії білоруського національного відродження, яка ставила завдання звільнити білоруський народ від соціального і національного гніту і дати йому повне право у сфері національного життя. Було оголошено, що боротьбу за національне визволення білоруського народу партія повинна з'єднати із загальнолюдськими ідеалами рівності, свободи та братерства. БПС-Ф залишилася вірною і ідеї федералізму. У програмі підкреслювалося, що «світовий федералізм один може фактично примирити народності, ліквідувати боротьбу і війну», що в рамках всесвітньої федерації Білоруська демократична республіка повинна стати рівноправною національно-державною одиницею, причому програма не заперечує можливості для Білорусі стати центром об'єднання такої федерації. У програмних положеннях БПС-Ф відбився утопізм партії національної демократії. Її «концепція федералізму» була позбавлена реалізму. Частково вона відображала вплив більшовицької ідеї світової пролетарської революції, яка мала покласти початок утворенню світової радянської федерації. Ця ідея тоді хвилювало багатьох, хто вірив в її реальність, і тому знайшла відображення в програмі БПС-Ф. Національні вимоги БПС-Ф були вкручені в основному до світової спільноти. Пізніше білоруські соціалісти-федералісти конкретизували свою національну програму. Хоча вони і не відмовилися від «концепції світової федерації», тим не менш не заперечували саму ідею державної незалежності, права націй на державне відділення та суверенну державу. Пов'язуючи свої прагнення з федералістичним ідеалом БСГ, БПС-Ф бачила соціальний прогрес білоруського нації в її національно-державному самовизначенні, вищим проявом якого повинна була стати суверенна національна держава — засіб вирішення завдань національного відродження. Одночасно у пресі БПС-Ф продовжувала заявляти, що державні освіти (в тому числі і білоруське), які формуються, повинні прийти до федерації рівноправних автономних національно-територіальних одиниць в рамках всесвітньої федерації. З політичних положеннях і класової суті БПС-Ф, хоча і заявляла про прихильність до соціалізму, залишалася політичним утворенням національної демократії, як і її попередниця БСГ. Доктрина соціалізму, сформульована в програмних документах, була утопічною, і її реалізація не могла здійснитися в конкретних умовах Білорусі. По суті БПС-Ф була частиною політичних сил громадського руху, який перебував в опозиції до більшовиків. У 1919-1920 розбіжності виявлялися перш за все в національному й аграрному питаннях. ЦК БПС-Ф не визнав освіту Литовсько-Білоруської Радянської Соціалістичної Республіки. БПС-Ф відхилила і аграрну програму ЦК КП (б) Лібь, спрямовану на форсування організації колгоспів і радгоспів в республіці замість передачі селянам вилученої поміщицької землі. Протистояння призвело до того, що БПС-Ф змушена була згорнути свою діяльність на радянській території.
Після захоплення влітку 1919 території Білорусі польськими військами БПС-Ф виступила проти т. зв. «Федералістичної концепції» Ю. Пілсудського, суть якої полягала у створенні самостійних держав — української, білоруської, литовської — під верховенством Польщі. По суті це було прикриттям агресивних намірів інтервентів, що взяли курс на перетворення білоруських земель у невід'ємну частину польської держави.
Польський окупаційний режим змістив БПС-Ф вліво. БПС-Ф уступила в блок з партією білоруських есерів, стала агітувати за скликання Всебілоруського робочого установчого конгресу, на якому пропонувала вирішити питання про владу і білоруську національну державність. З осені 1919 соціалісти-федералісти офіційно заявили про свою політичну опозицію і польській владі. БПС-Ф дотримувалася в основному політичних форм боротьби — бойкотувала вибори до органів місцевого самоврядної, вела пропаганду за відкриття білоруських шкіл, культурно-просвітніх установ.
13 грудня 1919 року на сесії Ради БНР, скликаній з ініціативи білоруських соціалістів-революціонерів, БПС-Ф підтримала есерівську ідею відновлення «повної незалежності і неподільності БНР» в етнографічних межах проживання білорусів. БПС-Ф фактично відмовилася від своєї «федералістичної концепції», яка була сформульована в її програмних документах. Громадянська війна внесла корективи в ідеологічні та програмні положення партії. Поступово відбулося зближення БПС-Ф з партією білоруських есерів, які вели боротьбу за національну незалежність та абсолютний суверенітет БНР.
Розвиток революційної боротьби в тилу польських інтервентів прискорив процес політичної деференціації в рядах БПС-Ф. З її складу виділилося ліве крило на чолі з Цвікевичем, члени якого на завершальному етапі війни увійшли до БПС-Р. Після переходу Білорусі під владу більшовиків діяльність БПС-Ф була фактично заборонена, а її керівний актив висланий за межі республіки. На початку 1921 БПС-Ф припинила існування на території УРСР. У Західній Білорусі окремі її групи діяли до середини 1920-х років, однак після розпуску БПС-Р вони також припинили існування. В кінці 1920-1930-х років колишні члени БПС-Ф були репресовані, багато хто з них був притягнутий до судової відповідальності за т. зв. «Справою есесрів» у 1937.